# Favresse
Favresse est une commune française, située dans le département de la Marne en région Grand Est.

## Géographie

### Localisation
Favresse se trouve au sud-est du département de la Marne, en région Grand Est. La commune appartient à la région agricole du Perthois.
La commune de Favresse s'étend sur une superficie de 1 031 hectares.
Par la route, Favresse se situe à 44 km de Châlons-en-Champagne, préfecture de la Marne, à 39 km de Bar-le-Duc, préfecture de la Meuse, à 21 km de Saint-Dizier, principale ville de la Haute-Marne, à 12 km de Vitry-le-François, sa sous-préfecture de rattachement, et à 17 km de Sermaize-les-Bains, bureau centralisateur du canton de Sermaize-les-Bains dont dépend Favresse depuis 2015. La commune fait en outre partie du bassin de vie de Vitry-le-François.
Favresse est limitrophe de 8 communes :
| Plichancourt        | Brusson              | Dompremy      |
| Reims-la-Brûlée     | Favresse             | Haussignémont |
| Vauclerc, Écriennes | Thiéblemont-Farémont |               |

### Géologie et relief
Sur son territoire, l'altitude varie de 106 à 134 mètres. L'altitude est plus faible au nord de la commune, descendant sous les 110 mètres au lieu-dit la Carrière au nord-ouest et sur les bords de la Bruxenelle au nord-est. Le relief est plus élevé au sud, généralement au-delà de 125 mètres.

### Hydrographie
La commune est dans la région hydrographique « la Seine de sa source au confluent de l'Oise (exclu) » au sein du bassin Seine-Normandie. Elle est drainée par la Bruxenelle, le canal 01 de le Fossé Tourneur, le canal 01 de la Régulatrice, le canal 01 de l'Ormelot, le canal 01 des Gaupinets, le canal 01 des Vosses, le canal 01 du Closet, le canal 01 du Cluset, le cours d'eau 01 de la Caquelée et le ruisseau des Regales,.
La Bruxenelle, d'une longueur de 40 km, prend sa source dans la commune de Trois-Fontaines-l'Abbaye et se jette dans la Saulx à Vitry-en-Perthois, après avoir traversé douze communes. 

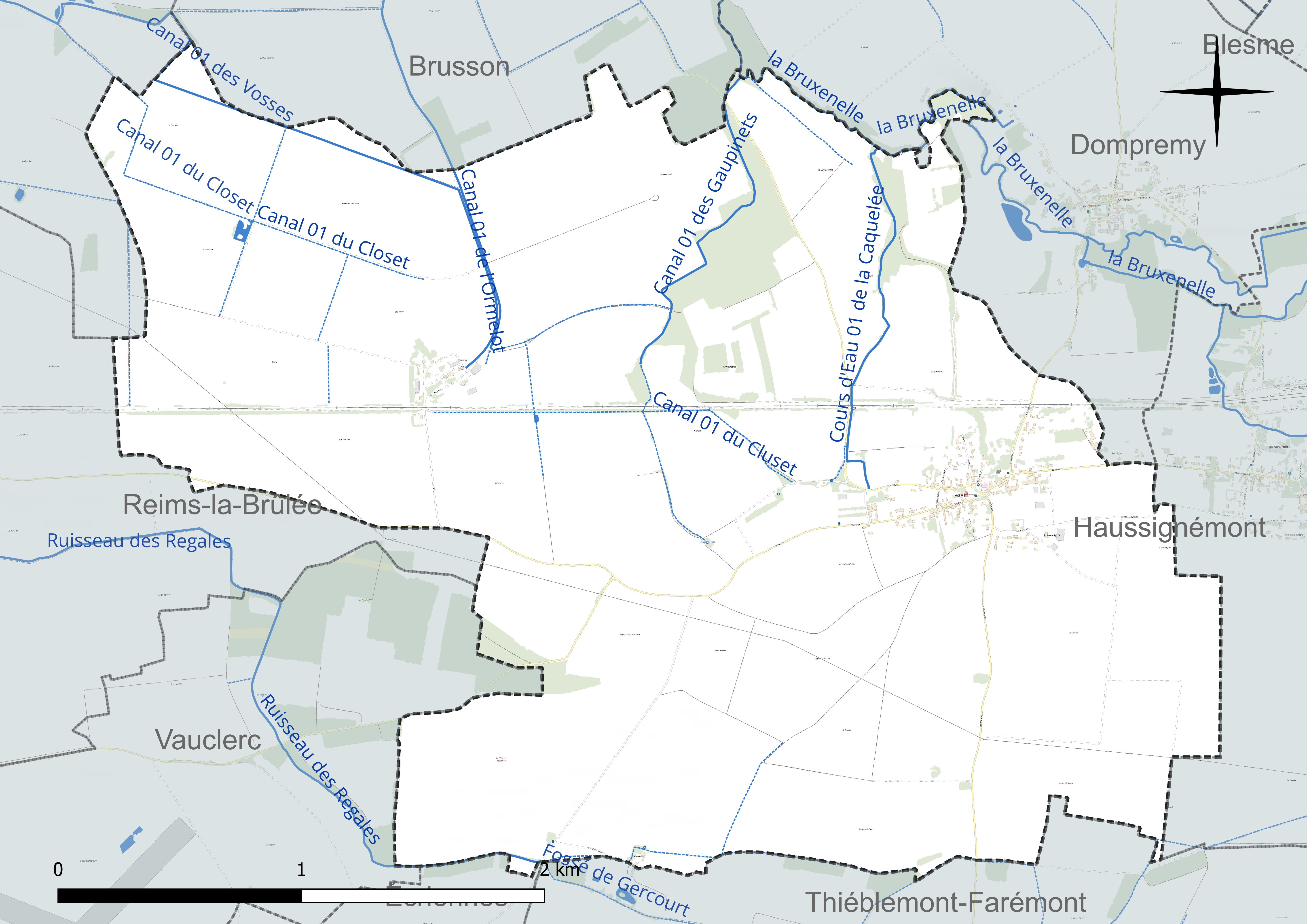
Réseau hydrographique de Favresse.

### Climat
Pour des articles plus généraux, voir Climat du Grand Est et Climat de la Marne.
En 2010, le climat de la commune est de type climat océanique dégradé des plaines du Centre et du Nord, selon une étude du Centre national de la recherche scientifique s'appuyant sur une série de données couvrant la période 1971-2000. En 2020, Météo-France publie une typologie des climats de la France métropolitaine dans laquelle la commune est exposée à un climat océanique altéré et est dans la région climatique  Nord-est du bassin Parisien, caractérisée par un ensoleillement médiocre, une pluviométrie moyenne régulièrement répartie au cours de l’année et un hiver froid (3 °C). 
Pour la période 1971-2000, la température annuelle moyenne est de 10,7 °C, avec une amplitude thermique annuelle de 15,8 °C. Le cumul annuel moyen de précipitations est de 778 mm, avec 12,1 jours de précipitations en janvier et 8,7 jours en juillet. Pour la période 1991-2020, la température moyenne annuelle observée sur la station météorologique de Météo-France la plus proche, « Frignicourt », sur la commune de Frignicourt à 11 km à vol d'oiseau, est de 11,5 °C et le cumul annuel moyen de précipitations est de 694,6 mm. 
La température maximale relevée sur cette station est de 41,7 °C, atteinte le 25 juillet 2019 ; la température minimale est de −22 °C, atteinte le 9 janvier 1985,,. 
Les paramètres climatiques de la commune ont été estimés pour le milieu du siècle (2041-2070) selon différents scénarios d'émission de gaz à effet de serre à partir des nouvelles projections climatiques de référence DRIAS-2020. Ils sont consultables sur un site dédié publié par Météo-France en novembre 2022.

## Urbanisme

### Typologie
Au 1er janvier 2024, Favresse est catégorisée commune rurale à habitat dispersé, selon la nouvelle grille communale de densité à sept niveaux définie par l'Insee en 2022.
Elle est située hors unité urbaine. Par ailleurs la commune fait partie de l'aire d'attraction de Vitry-le-François, dont elle est une commune de la couronne,. Cette aire, qui regroupe 73 communes, est catégorisée dans les aires de moins de 50 000 habitants,.

### Occupation des sols
L'occupation des sols de la commune, telle qu'elle ressort de la base de données européenne d’occupation biophysique des sols Corine Land Cover (CLC), est marquée par l'importance des territoires agricoles (95,7 % en 2018), en diminution par rapport à 1990 (99 %). La répartition détaillée en 2018 est la suivante : 
terres arables (89,7 %), zones agricoles hétérogènes (6 %), zones urbanisées (3,2 %), forêts (1,1 %). L'évolution de l’occupation des sols de la commune et de ses infrastructures peut être observée sur les différentes représentations cartographiques du territoire : la carte de Cassini (XVIIIe siècle), la carte d'état-major (1820-1866) et les cartes ou photos aériennes de l'IGN pour la période actuelle (1950 à aujourd'hui).

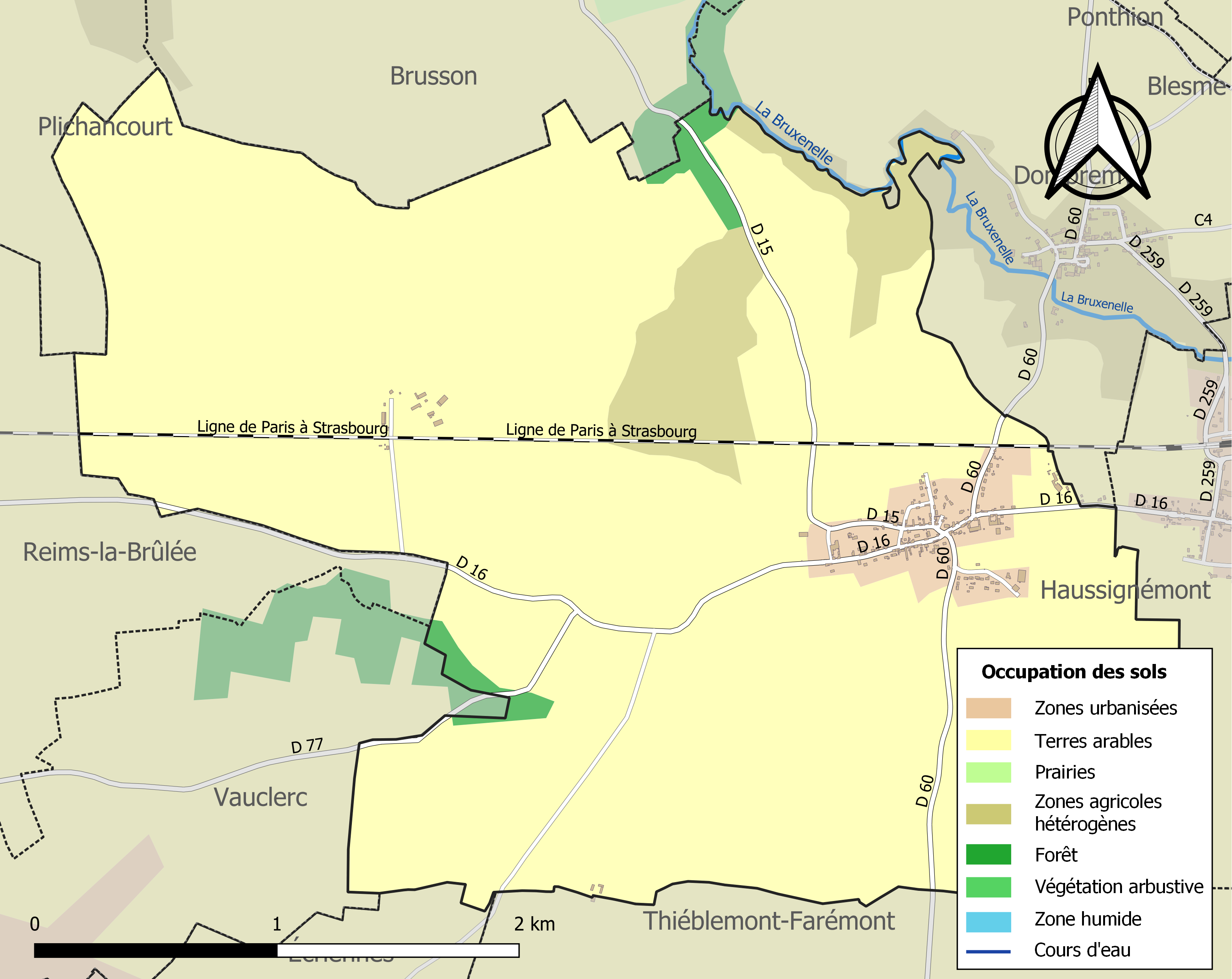
Carte des infrastructures et de l'occupation des sols de la commune en 2018 (CLC).

### Hameaux
Outre le village de Favresse, la commune comprend les hameaux suivants : la Brune Épine au sud-ouest du village, Nuisement au sud-ouest de la commune, Tournay au nord-ouest et les Vignes à l'est.

### Voies de communication et transports
Favresse est traversée par la route département 16, entre Reims-la-Brûlée (à l'ouest) et Haussignémont (à l'est), et la route départementale 60 entre Dompremy (au nord) et Thiéblemont-Farémont (au sud). La route départementale 15 part en direction de Brusson, au nord-ouest, et la route départementale 77 vers Vauclerc, au sud-ouest.
La ligne de chemin de fer de Paris à Strasbourg passe sur son territoire. La gare de Vitry-le-François est la gare ferroviaire en activité la plus proche. Depuis 2025, la commune est reliée à cette gare par la ligne de bus Fluo Grand Est no 190 entre Vitry-le-François et Saint-Dizier (arrêt à la mairie de Favresse),.

## Toponymie
Le nom de la localité est attesté sous les formes Faveresces (1145) ; Favereciæ (1150) ; Favareciæ (1161) ; Favereces (1163) ; Favericiæ (1171) ; Ecclesia de Faveroliis (1183) ; Faverociæ (1193) ; Faverezes (1223) ; Faveresciæ (1234) ; Faveresses (1268) ; Faveressez (1459) ; Favresse (1651).
C'est une forme contractée de Faveresse, un matronyme « femme du forgeron, celle qui forge   ». Vu la répartition géographique du nom (Normandie et Picardie), il n'a sans doute rien à voir avec le patronyme Favre (« forgeron »). Ce serait un diminutif de Favier (« producteur ou marchand de fèves »).[réf. nécessaire]

## Politique et administration

### Intercommunalité
La commune, antérieurement membre de la communauté de communes de Val de Bruxenelle, a été rattachée le 1er janvier 2014, dans le cadre des prévisions du schéma départemental de coopération intercommunale (SDCI) de la Marne du 15 décembre 2011, la nouvelle communauté de communes Perthois-Bocage et Der.

### Liste des maires
| Période                                  | Période                       | Identité          | Étiquette | Qualité |
| ---------------------------------------- | ----------------------------- | ----------------- | --------- | --- |
| Les données manquantes sont à compléter. |                               |                   |           | |
|                                          | 1878                          | M. Tripier        |           | |
| 1879                                     |                               | M. Vincent        |           | |
| Les données manquantes sont à compléter. |                               |                   |           | |
| 1989                                     | 2008                          | Jacques Loiselet  | UMP       | |
| 2008                                     | En cours (au 2 décembre 2020) | Florence Loiselet | DVD       | Épouse du précédent Conseillère départementale de Sermaize-les-Bains (2015 → ) Vice-président de la CC Perthois-Bocage et Der (2014 → ) Réélue pour le mandat 2020-2026, |

## Équipements et services publics

### Eau et déchets
Le service public des déchets est assuré par le Syndicat mixte du Sud-Est Marnais (SYMSEM), qui a mis en place une redevance incitative. La collecte des ordures ménagères résiduelles (en bacs noirs pucés ou en sacs rouges prépayés) et des emballages ménagers recyclables (en sacs jaunes) est réalisée en porte à porte. Le SYMSEM adhérant au syndicat de valorisation des ordures ménagères de la Marne (SYVALOM), ces déchets sont amenés en centre de transfert à Sainte-Menehould ou Vitry-en-Perthois, puis valorisés sur le site de La Veuve. La collecte du verre se fait en apport volontaire, avant transformation dans une usine de Reims. Pour les déchets volumineux ou dangereux, le SYMSEM met à disposition de ses habitants une plateforme de déchets verts et gravats, à Saint-Amand-sur-Fion, ainsi que 12 déchèteries, à Arrigny, Courtisols, Givry-en-Argonne, Mairy-sur-Marne, Pargny-sur-Saulx, Pogny, Sainte-Menehould, Thiéblemont-Farémont, Valmy, Vanault-les-Dames, Villers-en-Argonne et Ville-sur-Tourbe.

## Démographie
L'évolution du nombre d'habitants est connue à travers les recensements de la population effectués dans la commune depuis 1793. Pour les communes de moins de 10 000 habitants, une enquête de recensement portant sur toute la population est réalisée tous les cinq ans, les populations de référence des années intermédiaires étant quant à elles estimées par interpolation ou extrapolation. Pour la commune, le premier recensement exhaustif entrant dans le cadre du nouveau dispositif a été réalisé en 2008.

En 2022, la commune comptait 219 habitants, en évolution de −2,23 % par rapport à 2016 (Marne : −1,19 %, France hors Mayotte : +2,11 %).
| 1793 | 1800 | 1806 | 1821 | 1831 | 1836 | 1841 | 1846 | 1851 |
| ---- | ---- | ---- | ---- | ---- | ---- | ---- | ---- | ---- |
| 224  | 224  | 181  | 184  | 179  | 216  | 229  | 232  | 278  |

| 1856 | 1861 | 1866 | 1872 | 1876 | 1881 | 1886 | 1891 | 1896 |
| ---- | ---- | ---- | ---- | ---- | ---- | ---- | ---- | ---- |
| 264  | 249  | 253  | 234  | 234  | 219  | 222  | 296  | 252  |

| 1901 | 1906 | 1911 | 1921 | 1926 | 1931 | 1936 | 1946 | 1954 |
| ---- | ---- | ---- | ---- | ---- | ---- | ---- | ---- | ---- |
| 246  | 262  | 246  | 213  | 269  | 288  | 281  | 285  | 281  |

| 1962 | 1968 | 1975 | 1982 | 1990 | 1999 | 2006 | 2008 | 2013 |
| ---- | ---- | ---- | ---- | ---- | ---- | ---- | ---- | ---- |
| 235  | 176  | 167  | 178  | 179  | 173  | 178  | 180  | 216  |

| 2018 | 2022 | - | - | - | - | - | - | - |
| ---- | ---- | - | - | - | - | - | - | - |
| 224  | 219  | - | - | - | - | - | - | - |

## Culture locale et patrimoine

### Lieux et monuments
L'église Saint-Martin date du XIIIe siècle et a connu des rénovations au XVIe siècle. Elle est classée monument historique depuis 1915.

### Héraldique
| Blason de Favresse | Blason  | Tiercé en pairle renversé: au 1 de gueules à une tête de cheval coupée d'argent, bridée d'or, au 2 d'or à une enclume de sable surmontée de deux marteaux adossés du même, celui de dextre posé en chevron, au 3 d'azur à la fasce ondée d'argent. |
| Blason de Favresse | Détails | Créé par JF Binon. Adopté en 2021(Blason confirmé par la commune). |